# خواب نیمروزی (فیلم)
خواب نیمروزی (به انگلیسی: Siesta) فیلمی محصول سال ۱۹۸۷ و به کارگردانی ماری لمبرت است. در این فیلم بازیگرانی همچون الن بارکین، گابریل بیرن، جولیان سندز، ایزابلا روسلینی، مارتین شین، گریس جونز و جودی فاستر ایفای نقش کرده‌اند.